# Бродзкий, Константин
Константин Бродзкий (фр. Constantin Brodzki, 26 октября 1924, Рим — 27 марта 2021, Линкебек, Фламандский регион) — бельгийский архитектор, в основном известен своей брутальной архитектурой и сборными модулями с использованием бетона в жидких и органических формах. Лауреат премии барона Орта.

## Биография
Отец Константина был поляком, по профессии — дипломатом, а мать — бельгийкой. Переезжая с родителями, жил в Италии, Германии и Польше. По его словам к семи годам уже знал, что хочет стать архитектором. Переехал в Бельгию в 1938 году, перед Второй мировой войной.
Начал учиться в школе визуальных искусств Ла Камбре в Брюсселе во время войны и получил там степень в 1948 году. Впоследствии говорил, что не получил много практических знаний в годы учёбы в Ла Камбре, и вспоминал, как писал стихи во время занятий и часто конфликтовал со своим профессором Чарльзом Ван Нютеном.
После завершения образования в Ла Камбре Бродзкий отправился на корабле в Соединенные Штаты. Во время десятидневного путешествия он понял, что, возможно, сможет участвовать в строительстве новой штаб-квартиры ООН на Манхэттене, потому что его мать-бельгийка дружила с бывшим секретарем посольства Бельгии в Варшаве, ставшим начальником штаба для бельгийца Поля-Анри Спаака, тогдашнего президента Генеральной Ассамблеи Организации Объединенных Наций. Благодаря этой связи его отец, польский дипломат, смог связаться с начальником штаба Спаака и организовать для Бродзкого стажировку в американской архитектурной фирме «Harrison & Abramovitz», которой было поручено реализовать проект Оскара Нимейера.
У фирмы был офис, в котором работало около 500 человек, и Бродзкому разрешалось бродить и наблюдать за тем, что его интересовало, спрашивать специалистов, чем они занимаются. В то время ему не хватало английского языка, но, к счастью, один из руководящих сотрудников говорил по-польски, и это помогло ему понять, что происходит. Таким образом, он смог узнать о различных этапах проектирования и строительства от архитекторов, инженеров, чертежников и модельеров. В качестве стажёра ему также давали несколько более легких заданий. Бродзкий вспоминает, что его опыт «[работы] над тем, что в то время было самым современным зданием в мире … было раем», и что он был «губкой» в течение шести месяцев, впитывающей все знания.
Бродзкий приписывал прагматизм своей работы своему более позднему успеху в Бельгии, объяснив, что, бельгийцы склонны «начинать работу, предполагая, что они всё знают», в отличие от США, «где начинают работать над чем-то с мысли, что они не всё знают, но хотят узнать». В результате в США он научился тщательно планировать каждый этап строительства заранее, проводя многочисленные исследования ещё до начала возведения объекта, чтобы лучше распределить или сосредоточить свои усилия.
По окончании стажировки Бродзкий вернулся в Бельгию, но по возвращении он обнаружил, что не согласен с состоянием дел в бельгийском строительстве. Он вспомнил, что чувствовал себя «на 15 лет впереди Бельгии в дизайне и методологии», и заявил, что ему пришлось ждать 10 лет, прежде чем бельгийская промышленность догнала его.
В 1958 году Бродзкий был выбран вместе с коллегой-архитектором Корнелем Ханносе для строительства Павильона колониальной фауны Бельгийского Конго и секцию Руанда-Урунди для выставки Expo 58 в Брюсселе. Бродзкий не принял тенденции использовать бетон исключительно в качестве конструкционного материала, из которого можно отливать только прямоугольные формы, поскольку он чувствовал, что бетон изначально является жидкостью, и у него есть большой неиспользованный потенциал в формах, которые он может принимать. Бродзкий увидел в проекте Expo 58 возможность воплотить свои замыслы и спроектировал круглое бетонное здание с куполом около 30 м и изгибами по всему интерьеру. Его здание оказалось одним из самых посещаемых.
Один из первых клиентов Бродзкого, юрист Бандин, свёл его с Рене Сели, близким к директору бельгийской цементной фирмы Cimenteries Belges Réunies (CBR). Схожие взгляды во многих областях их быстро подружили. И молодой архитектор, и фирма в то время все ещё укреплялись, и из-за полного доверия Сели к Бродзкому тому был предоставлен полный контроль над проектом строительства новой штаб-квартиры CBR.
Поскольку CBR была цементной фирмой, Бродзкий получил доступ к цементному заводу, чтобы экспериментировать со своими идеями, и площадку, где он мог возводить опытные строения. Бродзкий с такой большой свободой смог разработать полную методологию создания сборных бетонных модулей органической формы. Поработав с двумя братьями-экспертами по штукатурке из Португалии, и в конечном итоге разработав то, что, по его мнению, было идеальной формой для здания, Бродзкий изготовил форму из эпоксидной смолы и к ней 756 бетонных модулей. Вскоре здание росло со скоростью примерно один этаж в неделю, что было беспрецедентным темпом для того времени.
Поскольку Бродзкий работал в здании практически над всем, включая такие мелкие детали, как кнопки лифта, у него возникла сильная эмоциональная привязанность к своему произведению. По завершении проекта генеральный директор даже спросил Бродзкого, не хочет ли он выбрать рамку для семейного фото на своем столе. Спустя десятилетия, когда здание приобрела инвестиционная группа, Бродзкий беспокоился о его судьбе, поскольку та же группа ранее приобрела спроектированное им для Общества всемирных межбанковских финансовых телекоммуникаций (SWIFT) здание, и здание было уничтожено. Однако, как только новый арендатор, компания Fosbury & Sons, внимательно изучил внутреннюю архитектуру, он был впечатлён тем, насколько тщательно все было продумано. Было запланировано сохранить многие авторские архитектурные детали без намерения что-то сносить, при этом один из основателей Fosbury & Sons заметил, что «Бродзкий был очень дальновидным, и мы до сих пор пожинаем плоды этого».
В 1979 году здание CBR Building было единственным проектом бельгийского архитектора в Бельгии, который был выбран для выставки Музея современного искусства под названием «Преобразования в современной архитектуре». Правительство Брюсселя поставило здание под охрану.
Использование Бродзким сборных бетонных модулей для фасадов зданий в конечном итоге было названо в Бельгии «стилем CBR». К концу 1970-х годов было возведено большое количество зданий в этом стиле, в том числе супермаркет Роба в Волюве-Сен-Пьер и ратуша Эттербека на авеню д’Одергем. Однако к началу 1980-х годов тенденция строить в этом стиле пошла на убыль. Бродзкий утверждал, что это снижение произошло из-за отсутствия должного понимания свойств материала строителями. Когда он впервые разработал свой метод создания сборных бетонных модулей в органических формах, Бродзкий отметил, что сложность проекта требует от каждого участника его реализации понимания того, что он делает.
Последние годы жизни провёл в тихом пригороде Брюсселя, в непритязательном доме, где вся мебель была спроектирована его другом, знаменитым бельгийским дизайнером Жюлем Ваббом.

## Известные работы
- CBR Building, деталь его фасада и лестница. 2020

- Казино культурного центра, Хутален-Хеюельхтерен, Лимбург (1953)
- Площадка выходного дня Ван Пахтербек, Синт-Генезиус-Роде, Фламандский Брабант (1954)
- Музей кино, Брюссель (1962—2006, с Корнелем Ханносе)
- Центр дизайна в галерее Ravenstein, Брюссель (1963)
- Здание CBR, Watermael-Boitsfort, Брюссель (1970)
- Офисное здание Generali, Watermael-Boitsfort, Брюссель (1976)
- Резиденция Кленович, Синт-Генезиус-Роде, Фламандский Брабант (1976)
- Swift I, La Hulpe, Брюссель (1983)
- Swift II, La Hulpe, Брюссель (1988)

Помимо этих более крупных проектов, Бродзкий также спроектировал несколько домов.